# Татаи, Тибор
Тибор Татаи (венг. Tatai Tibor; 4 августа 1944, Пёше) — венгерский гребец-каноист, выступал за сборную Венгрии в конце 1960-х — начале 1970-х годов. Чемпион летних Олимпийских игр в Мехико, чемпион мира, бронзовый призёр чемпионата Европы, трёхкратный чемпион Венгрии (1968 — на 500 метров, 1969 — на 500 и 1000 метров), победитель многих регат национального и международного значения. Также известен как тренер по гребле на байдарках и каноэ.

## Биография
Тибор Татаи родился 4 августа 1944 года в деревне Пёше, медье Ваш. В декабре 1954 года его отец был арестован венгерским УГБ. Активно заниматься греблей начал в возрасте шестнадцати лет, проходил подготовку в Будапеште в столичных спортивных клубах Budapesti Előre и BKV Előre SC.
Первого серьёзного успеха на взрослом международном уровне добился в 1968 году, когда попал в основной состав венгерской национальной сборной и благодаря череде удачных выступлений удостоился права защищать честь страны на летних Олимпийских играх в Мехико. В зачёте одиночных каноэ на дистанции 1000 метров благополучно преодолел квалификацию предварительного раунда, где уступил на финише только чемпиону Европы и мира из ФРГ Детлефу Леве. В финальном заезде обогнал всех восьмерых своих соперников, в том числе немца Леве и советского гребца Виталия Галкова, которые финишировали вторым и третьим соответственно.
Став олимпийским чемпионом, Татаи остался в основном составе гребной команды Венгрии и продолжил принимать участие в крупнейших международных регатах. Так, в 1969 году он побывал на чемпионате Европы в Москве, откуда привёз награду бронзового достоинства, выигранную среди одиночек на тысяче метрах. Год спустя выступил на чемпионате мира в Копенгагене, где одолел всех своих соперников в одиночной километровой дисциплине и завоевал тем самым золотую медаль. Ещё через год на аналогичных соревнованиях в югославском Белграде показал на тысяче метрах второй результат и получил серебро — в решающем заезде его обошёл давний соперник немец Детлеф Леве. Эту серебряную медаль венгерское спортивное руководство восприняло как провал, и Тибор Татаи постепенно был вытеснен из сборной молодым и перспективным гребцом Тамашем Вихманом, а в 1972 году он объявил о завершении спортивной карьеры.
Впоследствии Татаи в течение многих лет работал тренером по гребле на байдарках и каноэ, в том числе и за рубежом: был консультантом в гребной команде Китая, а в период 1990—1995 годов возглавлял национальную сборную Испании. Один из самых известных его учеников — каноист Ференц Новак, олимпийский чемпион 2000 года, многократный чемпион Европы и мира (с 1982 по 1988 год).
Лучший гребец на байдарках и каноэ Венгрии (1970). В 2018 году удостоен памятной медали медье Пешт.